# Wilderswil
Wilderswil är en ort och kommun i distriktet Interlaken-Oberhasli i kantonen Bern i Schweiz. Kommunen har 2 764 invånare (2023). Orten omnämndes år 1224 som Wilderswile.
Wilderswil är beläget vid den södra änden av landtungan Bödeli, vid Lütschinedalens början. Längre upp i dalen ligger orterna Lauterbrunnen och Grindelwald, medan Interlaken är beläget strax norr om Wilderswil.
Orten har en järnvägsstation längs smalspårsjärnvägen Berner-Oberland-Bahn som trafikerar sträckan Interlaken–Grindelwald/Lauterbrunnen. Från Wilderswil utgår även den smalspåriga kuggstångsbanan Schynige Platte-Bahn till bergskammen Schynige Platte.
En majoritet (92,4 %) av invånarna är tyskspråkiga (2014). 12,3 % är katoliker, 64,9 % är reformert kristna och 22,8 % tillhör en annan trosinriktning eller saknar en religiös tillhörighet (2014).